# 智方便

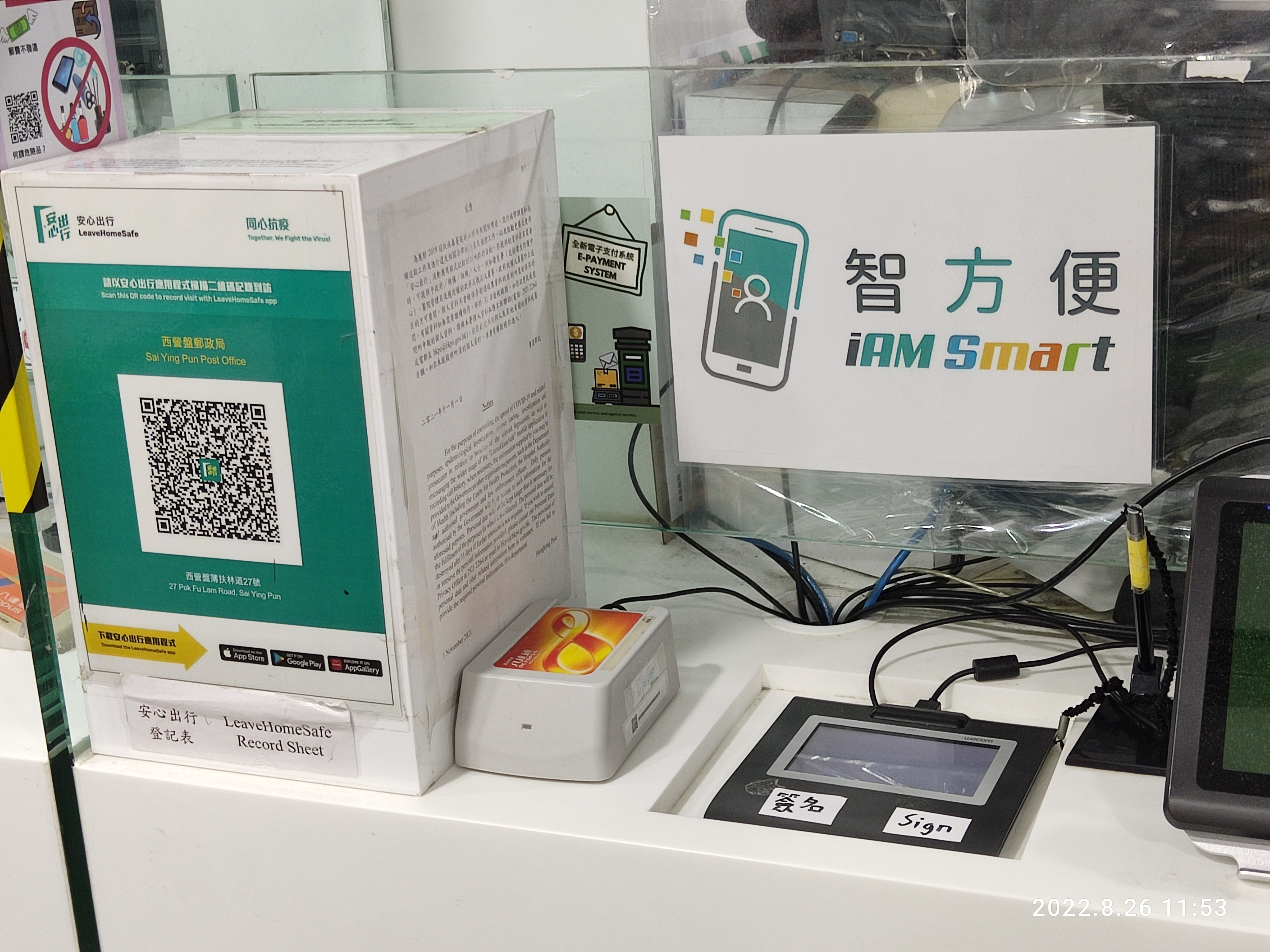
智方便的櫃位

智方便（英語：iAM Smart）是香港特別行政區政府推出的一站式個人化的數碼政府服務的流動應用程式。

## 登記
市民可以在Google Play和App Store等應用程式商店免費下載「智方便」，也可以前往自助服務站和櫃位登記使用服務。

## 功能
「智方便」的主要功能如下：

### 現有

#### 「填表通」
自動填寫電子表格的資料。

#### 「身份認證」
一站式自動登入政府網站。

#### 「個人助理」
瀏覽個人資料，設定個人化提示。

#### 「數碼簽署」
作出具法律效力的數碼簽署，處理網上文件；只限「智方便+」用戶。

#### 「電子證照」
基於平台的「身份核實」功能；讓市民儲存由不同政府部門發出的證明文件。

### 未來

#### 「小程序」
「小程序」功能將整合現有服務，讓用戶可以直接申請政府服務，並以此淘汰現有、部分用量較低的應用程式。

#### 「港話通」
「港話通」為香港生成式人工智能研發中心（英語：Hong Kong Generative AI R&D Center）在DeepSeek的基礎上，開發的本地化人工智能大語言開源基礎模型的系統之一，支援粵語、普通話及英語，使用香港本地數據，全參數微調，並持續訓練。
創新科技及工業局局長孫東表示，有意在2025年内透過「智方便」推出「港話通」，讓市民使用更高級的人工智能服務。

### 其他
與此同時，「智方便」用戶可透過應用程式，接收政府網上服務最新資訊及提示。
除了政府網站和其電子表格外，隨著時間推展，「智方便」開始支援其他公營和商業機構（包括中銀香港、中國移動香港和中國人壽保險）的服務，包括手機實名制的用戶登記和「跨境通辦」政務服務。

## 私隱
政府在提供「智方便」服務的時候，除了香港政府的資訊科技保安政策及指引，嚴格遵守香港法例第486 章《個人資料（私隱）條例》的規定。 使用「智方便」作出的數碼簽署，均受到《電子交易條例》（香港法例第553章）保障。

## 缺點
立法會議員葛珮帆表示，目前仍有許多政府網上服務並未考慮無障礙設計，這導致殘疾人士和長者在使用上面臨困難。
聾人機構「龍耳」創辦人邵日贊則建議政府部門及公營服務機構提供文字查詢熱線和視像手語翻譯服務，以方便聾人進行溝通、聯絡和查詢。同時，他也建議整合政府現有的應用程式，例如一站通、智方便和針對聾人而設的992緊急短訊求助服務等。